# Mistrzostwa Świata w biegu na 100 km 1993
7. Mistrzostwa Świata w biegu na 100 km 1993 – zawody lekkoatletyczne, które odbyły się 7 sierpnia 1993 w Torhout, Belgia.

## Medaliści
|                         | 1. miejsce                                                                        | Rezultat | 2. miejsce                                                                            | Rezultat | 3. miejsce                                                                            | Rezultat |
| Mężczyźni indywidualnie | Konstantin Santalov                                                               | 6:26:26  | Peter Hermanns                                                                        | 6:36:26  | Cornet Matomane                                                                       | 6:38:54  |
| Mężczyźni drużynowo     | Rosja 1. Konstantin Santalov · 2. Iurii Starikov · 3. Igor Ryabov                 | 19:59:48 | Południowa Afryka 1. Cornet Matomane · 2. Nicolaas Bester · 3. Lucas Johannes Matlala | 20:09:59 | Belgia 1. Peter Hermanns · 2. Lucien Taelman · 3. Jean-Pierre Vanneste                | 20:47:03 |
| Kobiety indywidualnie   | Carolyn Hunter-Rowe                                                               | 7:27:19  | Valentina Shatiaeva                                                                   | 7:27:39  | Valentina Liakhova                                                                    | 7:38:01  |
| Kobiety drużynowo       | Rosja 1. Valentina Shatiaeva · 2. Valentina Liakhova · 3. Yelena Bikulova-Maskina | 22:54:00 | Wielka Brytania 1. Carolyn Hunter-Rowe · 2. Hilary Walker · 3. Trudi Thomson          | 23:37:35 | Stany Zjednoczone 1. Kristine Clark-Setnes · 2. Sue Ellen Trapp · 3. Lorraine Gersitz | 24:35:25 |

## Reprezentacja Polski

### Mężczyźni
| Miejsce | Zawodnik            | Klub             | Rezultat |
| 8.      | Damian Breguła      | -                | 6:48:03  |
| 44.     | Eugeniusz Suchomski | -                | 7:32:38  |
| 66.     | Wojciech Pismenko   | -                | 7:56:20  |
| 150.    | Miroslav Lasota     | -                | 10:01:54 |
| DNF.    | Mirosław Banasiak   | -                | -        |
| DNF.    | Jerzy Wróblewicz    | -                | -        |
| DNF.    | Maciej Ciepłak      | RMKS Rybnik      | -        |
| DNF.    | Andrzej Magier      | LKS Zorza Gdynia | -        |